# UFC Live: Kongo vs. Barry
UFC Live: Kongo vs. Barry (también conocido como UFC on Versus 4) fue un evento de artes marciales mixtas celebrado por Ultimate Fighting Championship el 26 de junio de 2011 en el Consol Energy Center, en Pittsburgh, Pensilvania.

## Historia
Esta es la cuarta cartelera de UFC en emitirse por Versus.
Matthew Riddle se esperaba para hacer frente a TJ Grant, pero se vio obligado a salir de la pelea por una lesión y fue reemplazado por Charlie Brenneman. Sin embargo, pocos días antes del evento Grant fue forzado a salir de la tarjeta debido a una enfermedad desconocida. Sin tiempo adecuado para encontrar un sustituto, la pelea fue desechada.
Anthony Johnson se espera hacer frente a Nate Marquardt en el evento principal, pero se vio obligado a salir de la pelea con una lesión y fue reemplazado por Rick Story. Sin embargo, Nate Marquardt no recibió el alta médica el día del pesaje y por lo tanto, se retiró del evento principal. Charlie Brenneman, cuya anterior pelea con TJ Grant se retiró de la tarjeta, intervino para luchar contra Rick Story, mientras que la pelea entre Pat Barry vs. Cheick Kongo fue promovida al evento principal.
Martin Kampmann se espera hacer frente a John Howard, pero se vio obligado a salir de la pelea por una lesión y fue reemplazado por Matt Brown.
La cartelera preliminar fue transmitida en Facebook.
El evento atrajo a unas 744.000 espectadores en Versus.

## Resultados
1. ↑  Originalmente, Oliveira venció a Lentz vía sumisión (rear naked choke) al 1:48 de la ronda 2. Oliveira conectó un rodillazo ilegal en la cabeza de Lentz cuando aún estaba en el suelo. El incidente pasó desapercibido por el árbitro.

## Premios extra
Cada peleador recibió un bono de $50,000.
- Pelea de la Noche: Nik Lentz vs. Charles Oliveira
- KO de la Noche: Cheick Kongo
- Sumisión de la Noche: Joe Lauzon